# The Three Sisters (Queensland)
Pour les articles homonymes, voir Three Sisters.
The Three Sisters est un groupe d'îles du détroit de Torrès, appartenant à la Torres Strait Island Region (en).
Il est composé de l'îlet Poll, l'îlet Bet, et de l'îlet Sue, qui sont des îles coralliennes.
Le groupe d'îles est situé à environ 100 km au nord-est de Thursday Island.